# Stânceni
Stânceni alte Schreibweise Stînceni [stɨnˈt͡ʃenʲ] (veraltet Gudea-Meșterhaza; deutsch Meisterhausen ungarisch Gödemesterháza) ist eine Gemeinde im Kreis Mureș in der Region Siebenbürgen in Rumänien.

## Geographische Lage

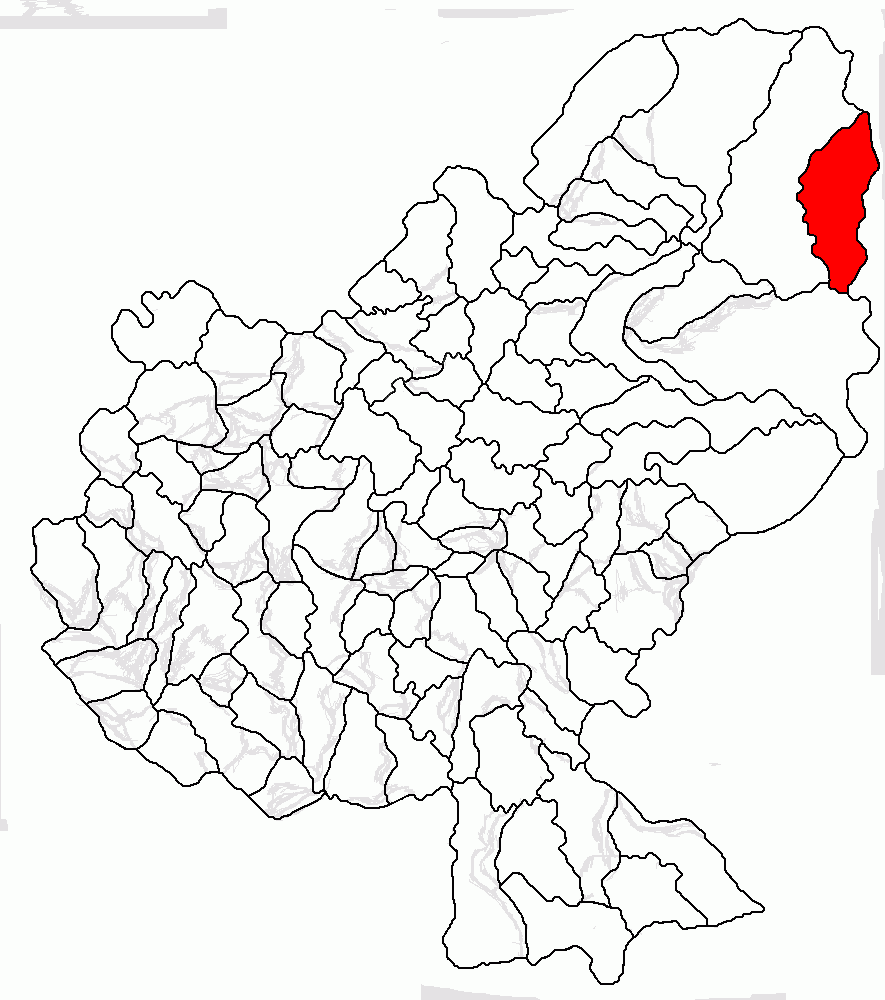
Lage der Gemeinde Stânceni im Kreis Mureș

Die Gemeinde Stânceni liegt in den nördlichen Ausläufern des Gurghiu-Gebirges (Munții Gurghiu) und den südlichen des Călimani-Gebirges (Munții Călimani) – beide, Gebirgszüge der Ostkarpaten – am Oberlauf des Mureș (Mieresch). Im Nordosten des Kreises Mureș an der Mündung des Baches Zebrac in den Mureș, befindet sich der Ort Stânceni am Drum național 15 – Teilstrecke der Europastraße 578 – und der Bahnstrecke von Târgu Mureș nach Gheorgheni, 12 Kilometer westlich von der Stadt Toplița (Töplitz) im Kreis Harghita und etwa 90 Kilometer nordöstlich von der Kreishauptstadt Târgu Mureș (Neumarkt am Mieresch) entfernt.
Die Gemeinde Stânceni befindet sich im Naturschutzgebiet der Deda-Toplița Schlucht, Teil des, nach unterschiedlichen Angaben, 7.733 Hektar oder 9.156 Hektar großen Naturparks Defileul Mureșului Superior.
Die eingemeindeten Dörfer befinden sich je drei Kilometer vom Gemeindezentrum entfernt.

## Geschichte
Der Ort Stânceni wurde, nach unterschiedlichen Angaben, 1808 oder 1874 erstmals urkundlich erwähnt.
Im Königreich Ungarn gehörte die heutige Gemeinde dem Stuhlbezirk Régen felső (Ober-Regen) im Komitat Maros-Torda, anschließend dem historischen Kreis Mureș und ab 1950 dem heutigen Kreis Mureș an.
Das eingemeindete Dorf Ciobotani (Schumbau) gehörte bis 1960 der nahe gelegenen Stadt Toplița.

## Bevölkerung
Die Bevölkerung der Gemeinde Stânceni entwickelte sich wie folgt:
| 1850 | 972   | 882   | 75  | -  | 15  |
| 1920 | 1.637 | 1.082 | 407 | 13 | 135 |
| 1966 | 1.812 | 1.340 | 470 | -  | 2   |
| 2002 | 1.547 | 1.237 | 269 | -  | 5   |
| 2011 | 1.450 | 1.208 | 216 | -  | 26  |
| 2021 | 1.325 | 1.094 | 165 | 5  | 61  |

Seit 1850 wurde auf dem Gebiet der heutigen Gemeinde die höchste Einwohnerzahl (2.133) 1910 registriert. Die höchste Anzahl der Rumänen (1.429) wurde 1977 der Magyaren wurde (746) 1941, die der Rumäniendeutschen (73) 1910 und die der Roma (73) wurde 1941 ermittelt. Des Weiteren wurden bei der Aufnahme 1910 auch 19 Ukrainer registriert.
Die Hauptbeschäftigung der Bevölkerung ist die Forstwirtschaft.

## Sehenswürdigkeiten
Außer, dass die Gemeinde Ausgangspunkt zum Nationalpark Călimani ist, sind keine nennenswerten Sehenswürdigkeiten in der Gemeinde vorhanden.
Die 1847 in Stânceni errichtete Holzkirche wurde 1910 in das Kloster Sf. Ilie der nahe gelegenen Stadt Toplița verlegt und steht unter Denkmalschutz.
Seit 1994 existiert auf dem Gemeindegebiet eine vom Karmelitinnenkloster Saint-Rémy gegründete Skite.